# Kalamakua

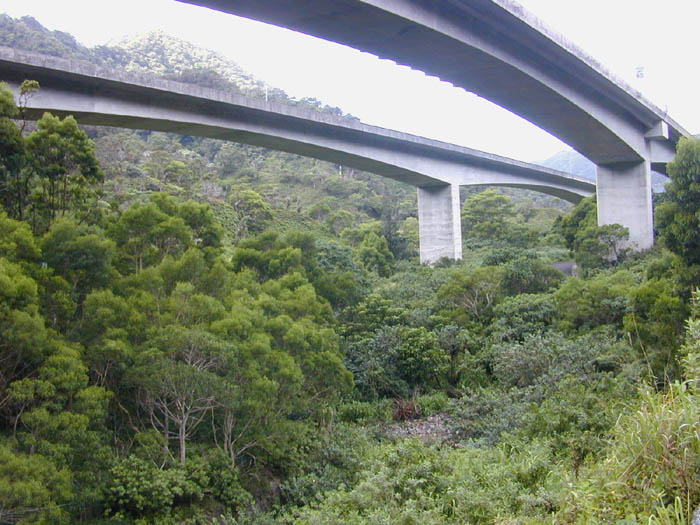
Kalamakua fou el cap de Halawa.

Kalamakua (també conegut com a Kalamakua-a-Kaipuholua) fou un noble de Hawaii; el cap de Halawa, Oahu.

## Biografia
Els pares de Kalamakua eren el cap Kālonanui (el fill de Maʻilikākahi) i la seva esposa, Kaipuholua. El germà de Kalamakua era el cap Kālonaiki d'Oahu. Kalamakua i Kālonaiki van néixer a Oahu.
Kalamakua es va convertir en el governant de Halawa, mentre Kālonaiki dictaminar sobre la resta d'Oahu. La esposa de Kalamakua fou Keleanohoanaapiapi, la princesa de Maui. La seva filla era la dama Laʻieloheloheikawai de Maui, la esposa de Piʻilani, el cap de Maui.
Kalamakua va ordenar la construcció de grans estanys de taro a Waikiki.